# José Miguel Carrera
José Miguel de la Carrera y Verdugo (Santiago del Cile, 15 ottobre 1785 – Mendoza, 4 settembre 1821) è stato un generale e patriota cileno.
Fu uno dei fautori dell'indipendenza del Cile e uno dei protagonisti della guerra d'indipendenza cilena durante il periodo della Patria Vieja (Patria Vecchia). Dopo la Reconquista spagnola continuò la sua attività dall'esilio; fu infine tradito e ucciso a Mendoza dalle forze armate delle Province Unite del Río de la Plata favorevoli a José de San Martín.

## Biografia

### Origini
Nacque a Santiago del Cile da Ignacio de la Carrera y Cuevas e Francisca de Paula Verdugo Fernández de Valdivieso y Herrera. Svolse i suoi studi presso il Convictorio Carolino, uno degli istituti più prestigiosi del paese; in questi anni strinse amicizia con Manuel Rodríguez, suo compagno di classe e futuro leader del movimento indipendentista cileno.
Terminato il corso di studi venne inviato in Spagna presso alcuni parenti; nel 1808 si unì all'esercito spagnolo dove combatté contro l'esercito napoleonico raggiungendo il grado di sergente maggiore e ottenendo il comando del reggimento degli ussari di Galizia.

### Il periodo dellaPatria Vieja(1810-1814)
Quando venne a conoscenza dell'istituzione in Cile della Junta de Gobierno, durante l'assenza della monarchia spagnola, rientrò nel suo paese natale per partecipare all'attività politica. La famiglia Carrera era una delle tre maggiori forze politiche e José Miguel entrò a far parte del governo. Il 15 novembre 1811, grazie a un colpo di Stato, prese il potere in solitaria e i suoi fratelli furono nominati comandanti militari e riabilitò il cognato, Pedro Díaz de Valdés, alle cariche pubbliche. A causa della sua personale visione dell'indipendenza cilena, incentrata su un punto di vista prettamente nazionale, entrò in conflitto con la loggia Lautaro (loggia massonica che raccoglieva la maggior parte dei rivoluzionari e degli indipendentisti), che invece aveva una diversa visione dei movimenti d'indipendenza funzionali, dal suo punto di vista, a un'unione dell'America Latina simile a quella degli Stati Uniti d'America.
Durante il suo governo, e sotto l'influenza di Joel Roberts Poinsett, primo rappresentante statunitense inviato in Cile, contribuì a realizzare numerosi simboli e istituzioni nazionali cilene: creò la prima costituzione, la prima bandiera, il primo stemma, promosse la stampa e istituì il giorno della festa nazionale (il 18 settembre), festeggiato ancora oggi.
Quando l'esercito e la marina spagnola invasero il sud del Cile, divenne comandante in capo delle forze patriottiche e lasciò il governo. Sotto la sua conduzione la campagna militare ebbe un esito positivo con l'espulsione delle forze filo-spagnole dalla città di Concepción.
Dopo la cosiddetta sorpresa di El Roble, durante la quale Carrera fu circondato dalle forze nemiche e dovette gettarsi in un fiume per salvarsi, fu sollevato dagli incarichi di governo e al suo posto fu nominato Bernardo O'Higgins, che era riuscito a respingere l'incursione nemica. Carrera fu catturato dalle forze filo-spagnole ma riuscì a scappare e a rovesciare nuovamente il governo.
O'Higgins si rifiutò di riconoscere il ruolo di Carrera e combatté contro il suo esercito nella battaglia di Tres Acequias, nella quale fu sconfitto dal fratello minore di Carrera, Luis. Questi conflitti interni avvantaggiarono le forze spagnole che riuscirono a riconquistare la città di Concepción e avanzarono sino a Santiago. Per fronteggiare il nemico Carrera e O'Higgins decisero di unire le forze; il primo era intenzionato ad attrarre le forze spagnole all'Angostura del Paine (Strettoia del Paine) mentre il secondo voleva affrontare i nemici nella città di Rancagua. Alla fine venne presa la decisione di assecondare il piano di Carrera che prevedeva di imbottigliare le preponderanti forze nemiche in una gola naturale più facile da difendere. Tuttavia all'ultimo momento, e contro gli accordi presi, O'Higgins presidiò con le forze cilene la piazza principale di Rancagua; ben presto i soldati vennero circondati e, dopo un'intera giornata di aspri combattimenti, vennero sconfitti dall'armata guidata dal comandante spagnolo Mariano Osorio in quello che passò alla storia come il Disastro di Rancagua (1-2 ottobre 1814).

### Argentina e Stati Uniti
Dopo la sconfitta delle forze cilene molti patrioti si rifugiarono a Mendoza, che all'epoca era sotto il governo di José de San Martín. Egli, in quanto membro della loggia Lautaro, accolse favorevolmente O'Higgins e i suoi alleati ma non riservò lo stesso trattamento ai Carrera poiché, per via del loro carisma e della loro popolarità, temeva che José Miguel potesse rappresentare un potenziale rivale. Conseguentemente José Miguel e suo fratello furono costretti a spostarsi a Buenos Aires dove Carlos María de Alvear, un amico di Carrera sin dai tempi della guerra contro Napoleone in Spagna, era appena stato proclamato eroe nazionale e, da lì a poco, avrebbe preso il potere in Argentina.
Finché Alvear governò, Carrera ebbe una posizione di rilievo a Buenos Aires, ma quando fu rovesciato il potere passò nelle mani dei membri della loggia Lautaro e Carrera dovette allontanarsi dalla città per rifugiarsi negli Stati Uniti d'America. Con l'aiuto del commodoro David Porter, e grazie alla sua personalità, riuscì a ottenere a credito cinque navi, con equipaggio americano, per combattere per l'indipendenza cilena.
Quando tornò a Buenos Aires con la sua nuova flotta, il governo filo-San Martín confiscò le imbarcazioni e arrestò Carrera. Durante la sua prigionia, San Martín, che voleva liberare il Cile, organizzò un esercito a Mendoza, composto in larga parte da soldati argentini accompagnati da un manipolo di irregolari cileni. Questa armata, nota come Esercito delle Ande, attraversò le Ande e sconfisse gli spagnoli nella battaglia di Chacabuco il 12 febbraio 1817.
Carrera ricevette l'aiuto di un inviato degli Stati Uniti che gli consentì di scappare e di rifugiarsi a Montevideo sotto la protezione del generale Carlos Federico Lecor. Durante la sua permanenza a Montevideo, i suoi fratelli Juan José e Luís complottarono contro O'Higgins; essi vennero arrestati e giustiziati per ordine del comandante Bernardo de Monteagudo dopo che San Martín e O'Higgins vennero sconfitti dai filo-spagnoli nella seconda battaglia di Cancha Rayada. La loggia Lautaro aveva previsto, in caso di sconfitta, di eliminare tutti i nemici politici, inclusi i fratelli di Carrera; quando José Miguel venne a conoscenza della sorte toccata ai suoi fratelli cominciò a opporsi strenuamente sia a San Martín che a O'Higgins.
Successivamente fu uno dei maggiori sostenitori dei federalisti argentini e combatté contro il governo unitario. Carrera e le forze federaliste sconfissero il governo filo-San Martín ed entrarono a Buenos Aires. Il 23 febbraio 1820 venne siglato il trattato del Pilar, il documento che stabilì il sistema federale argentino. Tuttavia, a causa delle rivalità nazionali, il ruolo di Carrera non è sempre riconosciuto nella storia dell'Argentina.
A seguito del trattato stipulato, Carrera ricevette soldi e truppe con le quali marciò verso il Cile. Sfortunatamente egli fu intercettato a Mendoza e fatto prigioniero; dopo essere stato processato fu giustiziato il 4 settembre 1821.

## Retaggio
Carrera è oggi considerato uno dei Padri della Patria cilena. Il conflitto tra i suoi sostenitori e quelli di O'Higgins ha degli strascichi ancora oggi e vede contrapporsi due schieramenti (Carreristas e O'Higginistas). I primi ritengono che non siano tributati abbastanza riconoscimenti alla figura di Carrera rispetto a quelli riservati per O'Higgins, anche se recentemente si è cercata una conciliazione tra i due schieramenti.
Oltre all'abolizione della schiavitù in Cile, Carrera abolì i titoli nobiliari e le prerogative e i privilegi connessi a essi. Egli fondò inoltre il primo giornale libero: La Aurora de Chile; istituì la prima bandiera nazionale e il primo stemma nazionale, e fondò la prima scuola laica libera, che divenne noto come Instituto Nacional General José Miguel Carrera.
Nella regione della Patagonia cilena esiste un lago che prende il suo nome, il lago General Carrera.
Suo nipote, Ignacio Carrera Pinto, fu un eroe e morì durante la battaglia di La Concepción, durante la Guerra del Pacifico (1879-1884).